# Maximumprijs
Een maximumprijs is de hoogste toegelaten prijs voor een goed of dienst en ligt meestal beneden de marktprijs. Deze wordt opgelegd door de overheid. De maximumprijs is het tegenovergestelde van de minimumprijs. Maximumprijzen worden ingesteld om consumenten te beschermen tegen te hoge prijzen van basisproducten, zoals wonen. Maximumprijzen leiden tot een vraagoverschot waardoor ze meestal ook gepaard met een distributiesysteem, die op haar beurt weer kan leiden tot een zwarte markt waar op illegale wijze tegen prijzen boven de maximumprijs wordt gehandeld. 